# Bixi Xiang (socken i Kina, Yunnan)
Bixi Xiang (kinesiska: 碧溪, 碧溪乡) är en socken i Kina. Den ligger i provinsen Yunnan, i den sydvästra delen av landet, omkring 240 kilometer väster om provinshuvudstaden Kunming. Antalet invånare är 16 831. Befolkningen består av 8 312 kvinnor och 8 519 män. Barn under 15 år utgör 21,0 %, vuxna 15-64 år 69 %, och äldre över 65 år 8,0 %.
Genomsnittlig årsnederbörd är 1 029 millimeter. Den regnigaste månaden är juli, med i genomsnitt 243 mm nederbörd, och den torraste är januari, med 10 mm nederbörd.